# ウィリー・カバジェロ
ウィルフレード・ダニエル・カバジェロ・ラスカーノ（Wilfredo Daniel Caballero Lazcano, 1981年9月28日 - ）は、アルゼンチン・エントレ・リオス州出身の元サッカー選手。元アルゼンチン代表。ポジションはゴールキーパー。
愛称は「ウィリー (Willy) 」。

## クラブ経歴
2001年にボカ・ジュニアーズでキャリアを始め、2003年に3つの主要なタイトルを獲得。12月14日、インターコンチネンタルカップでACミランを3-1で破り優勝する瞬間をベンチから眺めていた。
2004年、スペイン・セグンダ・ディビシオンのエルチェCFと契約を結び、2006年に母国のアルセナルFCへ貸し出された。エルチェでの加入1年目は10試合だったが、レンタルから復帰以降は正GKの座を掴み、2部で約200試合以上に出場した。
2011年2月10日、ルベン・マルティネスとセルヒオ・アセンホが相次いで負傷してGK不足に陥っていたマラガCFに緊急補強として移籍金90万ユーロ・2年半の契約で加入。2月20日、1-1で引き分けたビジャレアルCF戦でプリメーラ・ディビシオンデビューを果たし、降格圏を抜け出し残留が決定するシーズン終了まで全試合に出場した。
10月1日のヘタフェCF戦で480分間無失点を達成。2001-02シーズンにペドロ・コントレラスが残した429分のクラブ記録を塗り替えた。10月16日、レバンテUD戦でペナルティーエリア外で手でボールに触れたことにより前半途中に退場し、チームは0-3で敗れた。
2012年1月18日、マラガとの契約を2016年までに延長した。3月25日、RCDエスパニョール戦で試合序盤に左手を骨折したことで、シーズン残りの欠場を余儀なくされた。
2014年7月、恩師マヌエル・ペレグリーニの誘いもありマンチェスター・シティFCに移籍決定。契約は3年間。始めはジョー・ハートの控えという立ち位置だったが、2016-17シーズンにジョゼップ・グアルディオラが監督に就任するとハートはトリノFCに放出され、先発の座をつかんだ。その後グアルディオラが教え子のクラウディオ・ブラーボを獲得すると再び控えに戻ったが、ブラーボが低調なパフォーマンスを繰り返したことで再び先発の座を掴み、そのままシーズン終了まで試合に出場した。シーズン終了後、契約満了によりマンチェスター・シティを退団。
2017年7月1日、フリートランスファーでチェルシーFCに加入。以降約2シーズン半に渡り控えGKを務めていたが、2019-20シーズンは守護神ケパ・アリサバラガのパフォーマンスが安定せず、第25節のレスター戦以降は3試合にスターティングメンバーに名を連ねた。また最終節でも先発出場、安定したプレーを見せて勝利に貢献、来季のチャンピオンズリーグ出場権を獲得した。
2020‐21シーズンはエドゥアール・メンディの加入により、第3GKに降格。チャンピオンズリーグ決勝、古巣マンチェスターシティ戦にベンチに名を連ねた。チームは勝利し優勝を果たしたが出場できなかった。シーズン終了後に契約満了により退団が発表された。
2021年12月6日、怪我でGK不足に至っていたサウサンプトンに、2022年1月5日までの短期契約を締結したと発表した。同年1月7日、シーズン終了までの契約延長を発表した。加入直後は、アレックス・マッカーシーとフレイザー・フォースターが負傷離脱していたため試合に出場していたが、フォースター復帰後は第2GKに降格し、マッカーシーが復帰するとベンチからも外れるなどと、シーズン通してリーグ戦の出場は2試合に留まった。
2022-23シーズンも残留したがリーグ戦での出場はなく、シーズン終了後に退団。同シーズンをもって現役を引退した。

## 指導者経歴
2023年7月9日、レスター・シティFCのアシスタントマネージャーに就任することが発表された。
2024年6月3日、監督のエンツォ・マレスカがチェルシーFC監督に就任すると、アシスタントマネージャーとして彼とともにチェルシーに移籍。4シーズンぶりの古巣復帰となった。

## 代表経歴
U-20代表時代に2001 FIFAワールドユース選手権のメンバーに選ばれ、準決勝・決勝と2試合ゴールマウスを守り優勝に貢献。アテネオリンピックではヘルマン・ルクスの控えだったため出場はなかった。
アルゼンチンA代表としては、FIFAコンフェデレーションズカップ2005のメンバーに選ばれるも出場はなかった。長らく代表デビューの機会が訪れなかったが、2018年3月23日に行われたイタリアとの親善試合でアルゼンチン代表デビューを果たした。
2018 FIFAワールドカップでは正GKのセルヒオ・ロメロが右膝の負傷で離脱したことで正GKとして臨むも、クロアチア戦で痛恨のキックミスからアンテ・レビッチにゴールを許しクロアチアに敗れ｢歩く大災害｣｢愚かすぎる｣などの多くの批判を受け、以降の試合はフランコ・アルマーニに正GKの座を奪われた。またクロアチア戦のミスで家族が脅迫を受ける事態となった。

## 代表歴

### 出場大会
- アルゼンチン代表
  - 2018 FIFAワールドカップ

### 試合数
- 国際Aマッチ 5試合 0得点（2018年）[16]

| アルゼンチン代表 | 国際Aマッチ | 国際Aマッチ |
| 年               | 出場        | 得点        |
| ---------------- | ----------- | ----------- |
| 2018             | 5           | 0           |
| 通算             | 5           | 0           |

## タイトル

### クラブ
ボカ・ジュニアーズ
- プリメーラ・ディビシオン : 2003-04A
- コパ・リベルタドーレス : 2003
- インターコンチネンタルカップ : 2003

マンチェスター・シティ
- フットボールリーグカップ : 2015-16

チェルシー
- FAカップ : 2017-18
- UEFAチャンピオンズリーグ :2020-21

### 代表
アルゼンチン代表
- FIFA U-20ワールドカップ : 2001
- オリンピックサッカー : 2004